# Sonja Kump
Sonja Kump, slovenska sociologinja in andragoginja.
Do upokojitve leta 2015 je predavala na Oddelku za pedagogiko in andragogiko Filozofske fakultete Univerze v Ljubljani.

## Življenjepis
Leta 1993 je doktorirala na Filozofski fakulteti v Ljubljani s temo: Ideologije akademske populacije in položaj akademskega aparata. V svojem raziskovalnem delu se ukvarja s številnimi vidiki problematike visokega šolstva (dostopnost visokošolskega študija, izobraževalne in profesionalne kariere, disciplinirane kulture, mednarodna mobilnost študentov in profesorjev, izobraževanje odraslih, preverjanje kvalitete visokega šolstva). Sodelovala je v več mednarodnih projektih in objavila publikacijo Dostop do visokega šolstva (Lj, 1990) in več člankov v domačih in tujih revijah ter publikacijah.
Dolga leta je bila raziskovalka na Centru za razvoj univerze v Ljubljani, sedaj pa je
redna profesorica za področje primerjalne andragogike in sociologije izobraževanja na Oddelku za pedagogiko in andragogiko na Filozofski fakulteti ter višja znanstvena sodelavka na Fakulteti za družbene vede Univerze v Ljubljani. Njen raziskovalni interes je osredotočen na področje izobraževanja odraslih in vseživljenjskega učenja, sociologije visokega šolstva in evalvacije raziskovanja ter visokega šolstva.
Bila je predsednica Strokovnega sveta Republike Slovenije za izobraževanje odraslih.